# Liste des édifices labellisés « Maisons des Illustres » en Guyane
Cet article recense les édifices possédant le label « Maisons des Illustres » en Guyane, en France. 
Au début 2024, la région compte trois édifices ainsi labellisés.

## Liste
| Édifice                                   | Personnalité        | Commune | Référence | Protection        | Coordonnées                 | Photo |
| ----------------------------------------- | ------------------- | ------- | --------- | ----------------- | --------------------------- | ----- |
| Maison Franconie                          | Gustave Franconie   | Cayenne | MI165     | Inscrit MH (1986) | 4° 56′ 18″ N, 52° 20′ 03″ O |       |
| Maison-Musée de Félix Éboué               | Félix Éboué         | Cayenne | MI164     |                   | 4° 56′ 16″ N, 52° 19′ 42″ O |       |
| Maison des sœurs de Saint-Joseph-de-Cluny | Anne-Marie Javouhey | Mana    | MI166     | Classé MH (1987)  | 5° 39′ 59″ N, 53° 46′ 36″ O |       |